# 五式十五糎高射砲
五式十五糎高射砲（ごしきじゅうごせんちこうしゃほう）は、太平洋戦争（大東亜戦争）中に大日本帝国陸軍が使用した高射砲である。ドイツ・テレフンケン社の対空射撃用測距装置ウルツブルグ・レーダーと連動して、高高度で本土に侵入するB-29爆撃機の撃墜を目的とした。

## 開発経緯
この砲が存在するに当たっては三式12cm高射砲とB-29爆撃機の日本上空侵入が重要である。陸軍は当初、B-29に対しては三式12cm高射砲で対処出来ると判断していたが、同爆撃機が高度10,000～15,000メートルの高高度で侵入した場合に心もとないことが明らかとなり、有効射高がより高い新型高射砲の開発が急務となった。このため、三式12cm高射砲の設計者黒川恒太郎陸軍大佐は、陸軍技術研究所火砲設計部の総力を挙げて有効射高16,000メートルの口径15cmの新型高射砲の設計を1944年（昭和19年）4月1日に完成させた。大阪陸軍造兵廠と日本製鋼所で各一門完成し、実弾射撃試験に合格、2門は共に現在の東京都杉並区久我山二丁目、都立高井戸公園あたりに設けられていた久我山高射砲陣地に配備された。
『15糎(cm)』と表記されているが実際の口径は149.1mmであった。砲弾の長さは薬莢を含め約180センチメートル近くはあったという。砲弾には機関砲弾が2,000発も装填され、高度20,000メートルで炸裂すると、200メートル四方の敵機を撃墜させる威力があった。
第三号砲は製作中だったが、1945年（昭和20年）8月14日の大阪大空襲により、工場とともに破壊された。

## 実戦配備
当時、久我山高射砲陣地の電波標定中隊長であった日本無線株式会社の高橋倫三によると、本砲は地下に設けられた指揮所ですべて操作され、高射砲の弾道癖や上空の風向、風速などのデータを把握して、ウルツブルク・レーダーから伝送される敵機の方向、速度などを気象データで修正し、最適のタイミングで発射する。射撃の強烈な爆風からウルツブルク・レーダーを守るために両者の間には高さ5メートルの土塁が100メートルにわたり設けられた。ちなみに高射照準具は四式砲側電気照準具を装備している。
広く流布されている戦果としては1945年（昭和20年）8月1日午後1時30分、上空を飛ぶB-29の編隊に向かって発砲し、1発で2機を撃墜したというものである（弾体の破片は半径三十メートルまで有効で、一万メートル上空で炸裂した時の黒煙は、後楽園の高射砲第一師団司令部からも観測できたほどであり、またその衝撃は半径600メートル以内の住宅に振動を与えた）。これにはアメリカ軍も驚き久我山一帯を飛行禁止としたという。これは高射砲第112連隊大島知義中佐の回想に基づくものである。
しかし、この戦果についてはアメリカ軍記録に該当するものが存在しないこと、1発の射撃で2機撃墜という戦果はきわめて考えにくく、神話に過ぎないとする意見もある。日本の公刊戦史にも「その威力を十分に発揮するに至らずして終戦になった」と書かれている。もともと第二次世界大戦時の高射砲は、危害半径と発射弾数による確率論的な効果で敵航空機の撃墜を狙うものであり、高速で移動する航空機に対して初弾から命中を期待することは不可能に近い。これは日本に限らず連合国でも同様である。近接信管をいち早く実用化した米軍でさえも、必中には程遠かったことが実戦記録から示されている。
ただし、1945年（昭和20年）8月2日のアメリカ陸軍315BWの128機（通常爆弾搭載）が川崎の三菱石油川崎製油所を空襲の際、久我山付近にて2機が撃墜（一部アメリカ側資料では高速戦闘機かロケット砲による攻撃とされている）されている、これはこの砲による戦果と見られるという説もある。
アメリカ陸軍315BWの公式サイトによると、8月1－2日の作戦（夜間爆撃）で130機が出撃したが被害は対空砲火で2機が大きなダメージ、13機が軽微なダメージを受け、結局130機のうち大破した2機とエンジントラブルの3機の計5機が硫黄島の基地に着陸し搭乗員は全員無事帰還している。
8月1－2日には上記川崎地区のほかに富山、長岡、八王子、水戸と総計793機のＢ29による空襲を受けているが撃墜されたＢ29は八王子空襲で五式戦の体当たり攻撃をうけ木更津に墜落した1機だけである。

## 戦後
2門の内1門はアメリカ軍の調査団によって接収された。しかし、空母の甲板に他の押収兵器とともに搭載して帰投途中、嵐に遭って搭載物を流してしまったという説もある。残り1門は切断され、スクラップにされた。

## 要目
- 砲身
  - 重量:9.2トン
  - 砲身長:9メートル (60.35口径)
- 射界
  - 高低:0～+85度
  - 周囲:360度
- 最大射程:26,000メートル
- 最大射高:19,000メートル
- 操作人員:調査中
- 発射速度：約六秒/発